# Ісмаїліти

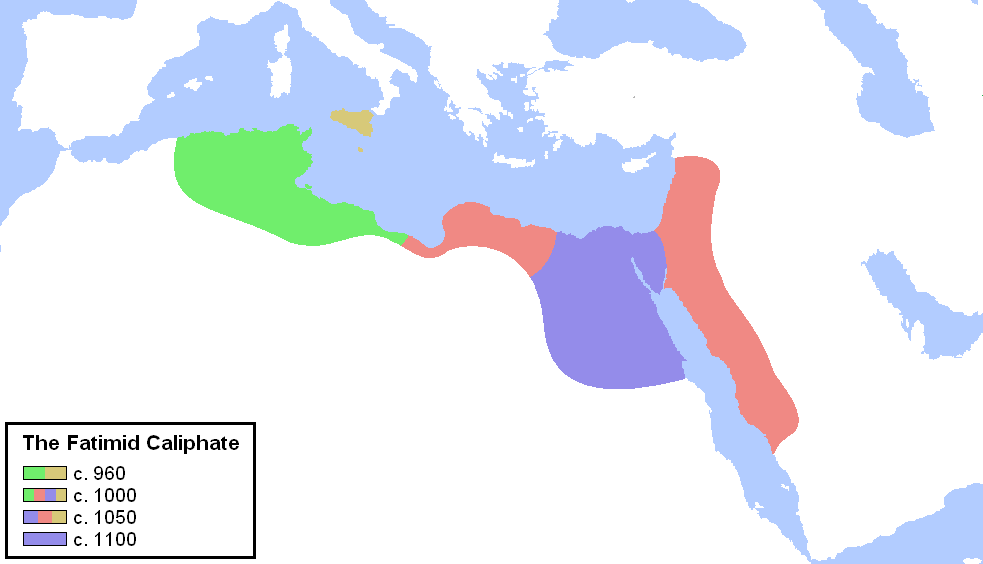
Імперія Фатімідів у пік її розвитку.

Ісмаїлізм (араб. لإسماعيليون‎‎ — al-Ismā‘īliyyūn, перс. اسماعیلیان — Esmâ‘īliyân, урду اسماعیلی — Ismāʿīlī) — одна з найпоширеніших шиїтських течій в ісламі. Виникла в період арабського халіфату в другій половині VIII ст. Розпалося на ряд окремих рухів. Титул імама найчисленнішої общини ісмаїлітів — Ага-хан — передається у спадок. Зараз главою цієї громади є Ага-Хан V. Кількість ісмаїлітів різних напрямків перевищує 15 мільйонів.

## Історія
Виникнення Ісмаїлітів пов'язують з розколом у шиїтському ісламі, що трапився в 765 році. Назва походить від імені старшого сина шиїтського імама Джафара ас-Садика (шостий шиїтський імам) — Ісмаїла. Він був позбавлений батьком спадкоємного титулу імама, в чому його прибічники вбачали порушення закону. Об'єднавшись навколо Ісмаїла, вони обрали його своїм імамом. Організація була таємною. Вона поділялась на сім ланок. Вищі дві були найчисленнішими — до них належало керівництво релігійного напряму, вищі духовні особи. Середню ланку становили проповідники. Решта — були звичайними членами громади.
Ісмаїлізм був поширеним в ісламському світі — існували навіть ісмаїлітські держави (в X ст. фатімідський Єгипет, у X—XII ст. — держава в Палестині й Сирії, ХІ-ХІІ ст. на території Ірану).
Ісмаїліти не є єдиною релігійною організацією. Перший найглибший розкол в ісмаїлізмі відбувся наприкінці XI ст., після смерті халіфа ал-Мустансира (Фатіміда). Утворилося два угруповання — одне наполягало на обранні халіфом Абу Мансур Нізара, інше — Абу аль Касим Ахмада, синів ал-Мустансира. Прибічники Абу Мансур Нізара (їх почали називати нізаритами), зосередились у Сирії та Іраку. Вони були найактивнішими і найрадикальнішими ісмаїлітами. Прихильники Абу аль Касим Ахмада — мусталіти — на певний час зуміли утримати за собою халіфат, зосередившись в Єгипті. Вони були поміркованішими прибічниками ісмаїлізму.
Нізарити мали два центри пропаганди — в горах Сирії та на півночі Ірану, в Табаристані (XI—XIII ст.). Пізніше частина нізаритів переселилась до Індії. З середини XIX ст. їхні імами почали носити титул Ага-хан, а організація почала називатись ходжа.
Мусталіти після поразки та ліквідації фатімідського халіфату частково переселились до Ємену, частково — до Індії. 

## Ідеологія
З часом ісмаїлізм суттєво віддалився від ортодоксального ісламу, зазнав впливу індійських і давніх перських релігій та перетворився на синкретичне вчення. Таємний характер вчення ісмаїлітів віддалив їх від основної маси мусульман. Вони гуртувались у таємні товариства і часто практикували терористичні засоби боротьби за свої переконання.
Ідеологічна система ісмаїлізму складається з двох доктрин: зовнішньої (захір) — загальнодоступного вчення і внутрішньої (батин), доступної втаємниченим. Батин відомий лише ісмаїлітським імамам. Керуючись доктриною таємного вчення, ісмаїліти алегорично трактували аяти Корану та стверджували, що всі ці алегорії походять від їхніх імамів, які знають потаємні і таємні (батин) значення Корану. Відповідно до цих уявлень, вони поділяли богослов'я на відкрите (захір) і таємне (батин). Ісмаїліти часто нехтували зовнішніми обрядами і заборонами (харам) ісламу, вважаючи за необхідніше осягнення батину.
Згідно з ученням ісмаїлітів, Аллах підійняв імамів над рештою людей і дав їм особливі, зокрема і потаємні знання про всі аспекти буття. Імами володіють знаннями, недоступними іншим людям.
Імами не зобов'язані відкрито з'являтися до своїх послідовників. Імам може бути «прихованим» і невідомим для більшості людей. У будь-якому випадку він є керівником, який вказує шлях всій ісмаїлітській громаді. Колись «прихований імам» все ж стане явним і прийде у світ, щоб відновити справедливість.
Згідно з уявленнями ісмаїлітів імами є непогрішимими, не несуть ні перед ким відповідальності та можуть робити все, що вважають за потрібне. Прості віряни мусять коритись їм, оскільки вони чинять лише добро.
У своїй доктрині ісмаїлізм запозичив багато положень з філософії неоплатоніків, гностиків та інших античних шкіл. Велика увага приділялася містиці чисел, що було запозичене з кабалістики. Особливо шанувалося ісмаїлітами число «сім». Услід за Платоном, ісмаїліти розглядають земний світ як відображення світу ідеального. Наприклад, усі пророки є відображенням Світового Розуму (аль-акля).
У творах ісмаїлітських теоретиків відобразилися й плотінівські ідеї еманації. З нескінченно віддаленого трансцендентного Єдиного (аль-Хакк) «витікає» і множиться усе буття. Це «витікання» відбувається через світлове випромінювання. Єдине випромінює з себе все суще. Єдине спочатку випромінює Світовий Розум (аль-акль), що є першою сходинкою еманації. Випромінювання Єдиного не цілковито поглинається Світовим Розумом, а продовжує рух. У результаті з'являється Світова Душа (ан-нафс), яка є другою сходинкою еманації Єдиного. Світова Душа вже має контакт з матеріальним світом, що існує одвічно і ніким не був створений.
Далі відбувається зниження Світової душі до феноменального світу, де вона ділиться на сім «сфер». Ці «сфери» перетворюються у різні речовини матеріального світу, які й становлять основу буття.
Метою постання світу в ісмаїлітській філософії є реалізація Божественної істини. Вся історія поділяється на пророчі цикли. Після пришестя «прихованого» імама всі зовнішні аспекти релігії будуть скасовані й залишиться лише істина, яка до того була «прихованою».
Втіленням на землі світового розуму були пророки, яких в ісмаїлітів налічується сім — Адам, Авраам, Ной, Мойсей, Ісус, Мухаммед, та Ісмаїл. Імам вважається в ісмаїлітів живим втіленням Світової Душі. Складовою частиною їхнього вчення є відповідно інтерпретована віра в переселення душ.

## Організація
Захопленню ісмаїлітами влади на певних територіях передував період тривалої пропаганди, яку вели проповідники — даї (дауат — пропаганда ісмаїлізму). Згідно з ісмаїлітським вченням очолював дауат «прихований імам», який передавав свої накази даї. Вони мали помічників — накибів. У накибів були свої підлеглі. З середовища даї вибиралося вище керівництво, їм надавався титул «даї ад-дауат». Над цією складною ієрархією стояв Баб (брама). Баба не знали навіть найвищі представники ісмаїлітської ієрархії. Його знав лише «прихований імам» і він спілкувався з послідовниками лише через спеціальних представників. Загалом, члени ступенів цієї ієрархії не знали один одного.